# Beautiful Day
«Beautiful Day» (Hermoso día), es una canción de la banda de rock irlandesa U2, y primer sencillo de su álbum de estudio titulado All That You Can't Leave Behind del año 2000. Fue un gran éxito comercial, ayudando a lanzar el álbum al nivel de multiplatino.
Al igual que muchas pistas de All That You Can't Leave Behind, "Beautiful Day" se remonta al sonido pasado del grupo. El tono de la guitarra de Edge fue un tema de debate entre los miembros de la banda, ya que no estaban de acuerdo sobre si debería usar un sonido similar al de sus primeros años de carrera en la década de 1980. El vocalista principal de la banda, Bono, explicó que la canción optimista trata sobre perder todo pero aún encontrar alegría en lo que uno tiene.
La canción recibió críticas positivas, y se convirtió en el decimocuarto número uno de la banda en su Irlanda natal, el cuarto número uno en el Reino Unido y su primer número uno en los Países Bajos. También encabezó las listas en Australia, Canadá, Finlandia, Italia, Noruega, Portugal, Escocia y España y alcanzó el top 10 en Austria, Bélgica, Alemania, Nueva Zelanda, Suecia y Suiza. La canción alcanzó el número 21 en el Billboard Hot 100 en los Estados Unidos, la posición más alta de la banda desde "Discothèque" en 1997.
La canción ganó los tres Grammys de la banda en 2001: Record of the Year (Grabación del año), Song of the Year (Canción del año) y Best Rock Performance by a Duo or Group with Vocal (Mejor interpretación rock de un dúo o grupo con vocalista). También ha aparecido en los álbumes The Best of 1990-2000 y en U218 Singles. La canción sale en los créditos de la película Bandits dirigida por Barry Levinson.

## Escritura y grabación
"Beautiful Day" se escribió en varias etapas, originando una composición llamada "Always" que la banda creó en una pequeña habitación en Hanover Quay Studio. Sin embargo, inicialmente no quedaron impresionados con él, ya que el guitarrista The Edge dijo: "Como una canción de rock directo, era bastante aburrido". Después de que el vocalista Bono presentara la letra del "hermoso día", la canción fue en una dirección diferente. Los coros de The Edge para el coro se improvisaron una noche con el coproductor Daniel Lanois, una adición que llamó "la clave" del coro y sus nuevas letras.
Durante el proceso de grabación para el álbum All That You Can't Leave Behind, la banda decidió distanciarse de su experimentación de la década de 1990 con la música electrónica de baile en favor de un "retorno al sonido tradicional de U2". Al mismo tiempo, la banda estaba buscando un sonido más progresivo.
Esto llevó a un debate entre la banda cuando The Edge estaba tocando la canción en su guitarra Gibson Explorer con un tono utilizado en gran parte de sus primeros materiales hasta su álbum de 1983 War. Bono fue particularmente resistente al tono de guitarra con el que tocaba Edge, pero finalmente Edge ganó el desacuerdo. Como él explicó, "Fue porque estábamos inventando música innovadora que sentí una licencia para usar algunos sonidos característicos de guitarra".
Aunque el grupo deseaba establecer un sonido convencional más despojado, uno de los avances de la canción se produjo después de que el coproductor Brian Eno proporcionó "la electrificación de los acordes con una caja de ritmos" y una parte de cuerda sintetizada al principio. The Edge cree que el contraste entre estas cualidades más electrónicas de la canción y su voz de acompañamiento con Lanois benefició la canción.
El proceso de mezcla resultó difícil, duró dos semanas. Se hicieron varios cambios durante este período; Bono agregó una parte de guitarra que tocaba la progresión de acordes de la canción para duplicar el bajo, una adición que "solidificó todo", según Edge. The Edge también cambió la línea de bajo en el coro y convirtió una idea de teclado de Bono en una parte de guitarra que agregó una "calidad agria" para equilibrar la positividad de la pista. Lanois describió la canción completa como "uno de esos pequeños regalos donde piensas, Dios mío, ¡lo tenemos!".

## Composición
"Beautiful Day" se toca a un ritmo de 136 beats por minuto en un 4/4 firma de tiempo. La canción comienza con un reverberante piano eléctrico que suena sobre un sintetizador de cuerda, presentando la progresión de acordes de A – Bm7 – D – G – D9 – A. Esta progresión continúa a lo largo de los versos y el coro, los cambios no siempre son uno a un compás. Después de la línea de apertura, "El corazón es una flor", entra el ritmo, que comprende octavas notas repetidas en el bajo y una caja de ritmos. En el primer verso, las voces de Bono están al frente en la mezcla y su producción es seca. A las 0:29, aparece por primera vez un patrón de arpegio de guitarra por el borde, haciendo eco a través de canales. Los versos son relativamente tranquilos hasta el coro, cuando Edge comienza a tocar el riff de guitarra de la canción y entran los tambores de Mullen. Durante el coro, Bono canta de manera moderada, en contraste con las voces de fondo "ruidosas" de Edge, un grito sostenido de "día".
Después del segundo coro, una sección de puente comienza a las 1:55, tocando la progresión de acordes F♯m – G – D – A, aumentando la emoción de la pista mientras Bono canta "Tócame / Llévame a ese otro lugar". El puente enlaza con los ocho medios con una sección en la que Edge repite una frase modulada de dos notas en la guitarra, comenzando a las 2:08. Después de siete segundos, el ritmo se rompe y comienzan los ocho medios. Los acordes en esta sección siguen una progresión de Em – D – Em – G – D – Em – G – D – A, lo que implica una clave de Re mayor. El bajo toca una nota G debajo del acorde Em, lo que implica que no se produce un cambio de acorde La letra de esta sección se encuentra en el espacio sobre la Tierra y describe los lugares de interés de los que uno es testigo, incluidos China, el Gran Cañón, las flotas de atún y los incendios beduinos. Después del tercer coro y el regreso de la sección del puente, la canción termina repentinamente en un tono "discreto"; la mayor parte de la instrumentación se detiene y la regeneración de una señal de guitarra se desplaza de un lado a otro entre los canales antes de desvanecerse.
Según Bono, "Beautiful Day" trata sobre "un hombre que ha perdido todo, pero encuentra alegría en lo que todavía tiene". Blender interpretó la canción y la frase "es un día hermoso" como "una visión de abandono cosas materiales y encontrar gracia en el mundo mismo ". En su libro de 2001 Inside Classic Rock Tracks, Rikki Rooksby describió la letra como de calidad "difusa" y cubriendo un "tema ambiguo entre religión y romance". Encontró "gracia y salvación" en las letras de los versos y creyó que a pesar de no explicar explícitamente cómo perseverar emocionalmente, la canción tiene "tantas imágenes sugerentes que es suficiente".
En un episodio de Iconoclast de Sundance Channel, el cantante principal de R.E.M., Michael Stipe, dijo: "Me encanta esa canción. Me gustaría haberla escrito, y saben que me gustaría haberla escrito. Me hace bailar; hace bailar me enoja que no lo haya escrito ".

## Lanzamiento
"Beautiful Day" fue el primer sencillo lanzado del álbum All That You Can't Leave Behind. La canción alcanzó el número uno en las listas de singles en Australia, Canadá, el Reino Unido e Irlanda, y también aumentó las ventas de All That You Can't Leave Behind. "Beautiful Day" está incluido en las compilaciones The Best of 1990-2000 y U218 Singles. Una versión de la canción conocida como Quincy and Sonance Mix aparece en el EP 7 de U2.

## Video musical
El video de la canción, dirigido por Jonas Åkerlund, muestra a la banda caminando en el aeropuerto Charles de Gaulle de París (donde se tomaron las fotografías de All That You Can't Leave Behind), con escenas de la banda tocando en un hangar, en el terminal, y en una pista intercalada con grandes aviones que despegan y aterrizan por encima. Middle East Airlines y Air France hacen cameos en el video.
Este video comienza mostrando un amanecer que sigue el ritmo de los primeros acordes de la canción. Entonces aparece Bono cantando y posteriormente se muestran escenas de él corriendo por las calles que cruzan bajo el Aeropuerto Internacional Charles de Gaulle de París. Además muestra a la banda caminando en el interior del recinto aéreo con escenas de la banda tocando en la pista de aterrizaje, al mismo tiempo que aviones despegan y aterrizan.
Un video alternativo de la canción, presentado en el DVD de U218 Videos, fue grabado en Èze, Francia, apareció en el CD exclusivo de U2, el DVD extra de The Best of 1990–2000 y el DVD de videos U218. Un mes antes del lanzamiento del álbum, se filmó una versión en vivo de la canción en Dublín en la azotea de The Clarence Hotel. Aparece en las características adicionales del DVD Elevation 2001: Live from Boston (aunque está marcado en el DVD como "Toronto, Canadá").

## En directo
Desde su debut en la primera fecha del Elevation Tour el 24 de marzo de 2001 en Miami, "Beautiful Day" se ha tocado en todos los conciertos de cada gira completa de U2, así como en una serie de apariciones promocionales y conciertos no relacionados con una gira. Es la única canción del grupo que no ha faltado nunca en vivo en cada concierto de cada gira habida desde su publicación.
En el Elevation Tour, "Beautiful Day" era normalmente la segunda canción que se tocaba, aunque abrió un show y se tocó tarde en la lista de canciones en dos conciertos. Durante el Vertigo Tour, apareció en la primera mitad del set principal. En el U2 360° Tour, generalmente apareció temprano en el set principal, también abrió algunos conciertos a principios de 2011. Para el tramo final de la gira, se regresó al punto medio del espectáculo y se presentó un video del astronauta Mark Kelly. Durante la etapa final de la gira en 2011, se utilizó un video grabado del astronauta de la NASA Mark Kelly como introducción a la canción. Kelly había elegido previamente la canción para una llamada de atención en el vuelo del transbordador espacial STS-134. En el Innocence + Experience Tour ha aparecido tarde en el set principal o durante el bis. 
Aparece en las películas en vivo Elevation 2001: Live from Boston, U2 Go Home: Live from Slane Castle y Vertigo 2005: Live From Chicago. La canción también se interpretó en el escenario durante el set de U2 en el concierto Live 8 en Hyde Park en Londres. con letras ligeramente diferentes en el puente que menciona las diferentes ciudades donde tuvieron lugar los conciertos Live 8.
Se realizó en vivo en Nueva Orleans para el Super Bowl XXXVI y para el primer juego de los New Orleans Saints en Nueva Orleans desde el huracán Katrina. Durante las cinco noches de la banda en el Late Show con David Letterman para promocionar su álbum No Line on the Horizon en marzo de 2009, "Beautiful Day" fue la única canción que no se reprodujo en ese álbum.

## Recepción de la crítica
"Beautiful Day" recibió críticas en su mayoría positivas de los críticos. Olaf Tyaransen de Hot Press llamó a la canción "sorprendentemente sencilla pero contagiosamente pegadiza", mientras que Peter Murphy de la revista dijo que la canción rompió la tendencia de la banda de lanzar singles principales que rompieron un nuevo terreno sonoro pero no fueron las mejores canciones de sus respectivas álbumes Murphy llamó a la canción una "carga de caballería U2 patentada desde U2 3 a través de The Joshua Tree to Jubilee 2000". The Guardian dijo que la canción "toca una nota apropiada de dejar atrás el pasado y seguir con el resto de tu vida". La crítica elogió la canción por su "ritmo bullicioso", "coro contagioso y campanas de guitarra vintage de Edge". Robert Hilburn, del Los Angeles Times, calificó la prueba de la pista de que la música de la banda había sido "agraciada nuevamente por las texturas gloriosas de la guitarra de Edge, y [que] Bono había dejado caer las máscaras". Rolling Stone calificó la canción como "equilibrada, luego atropellada" y dijo que era una de las muchas del álbum que tiene una "resonancia que no se desvanece con la escucha repetida". El Philadelphia Inquirer fue crítico con la canción, diciendo que no fue "impulsada por el fuego de los verdaderos creyentes", sino más bien por la necesidad de un golpe de la banda, y que fue "un movimiento para solidificar una base que ya puede haberse escapado".
David Browne, de Entertainment Weekly, fue muy receptivo a "Beautiful Day", y señaló que el coro "estalla en un grito eufórico tan estimulante" que se tocó durante una transmisión televisiva de los Juegos Olímpicos de verano de 2000. Browne llamó al "arreglo clásico de U2" de la canción "cursi", pero dijo, "maldición si no es efectivo". Dijo que la canción le hizo recordar los días de gloria de la banda a fines de la década de 1980, cuando tanta música popular buscaba ser "estimulante desde el punto de vista sonoro y emocional". Edna Gundersen, de USA Today, estaba entusiasmada con la canción, calificándola de "eufórica" y sugiriendo que "respiraba aire fresco en las listas de reproducción que se ahogaban con pop sintético y rap rock". The Detroit Free Press criticó al álbum por ser peatonal, pero calificó a "Beautiful Day" como uno de los "destellos de triunfo" del álbum, describiéndolo como "una canción en capas gloriosamente ocupada que recuerda los días líricamente astutos de Bono Achtung Baby". NME publicó una crítica negativa de la canción después de su lanzamiento único que sugería que el asesino de John Lennon, Mark David Chapman, debería ser liberado de la prisión para disparar a Bono, una declaración que Hot Press calificó de "venenosa" e "insípida". La publicación fue más receptiva a la canción después del lanzamiento de All That You Can't Leave Behind, diciendo que el álbum "se adapta con el optimismo nebuloso" de la canción.

### Galardones y legado
"Beautiful Day" terminó en cuarto lugar en la lista de "Mejores Singles" de la encuesta de críticos de The Village Voice 2000 Pazz & Jop. La canción ganó tres premios Grammy en 2001: Grabación del año, Canción del año y Mejor interpretación de rock de un dúo o grupo con voz. En 2003, un número de edición especial de Q, titulado "1001 Best Songs Ever", colocó a "Beautiful Day" en el número 747 de su lista de las mejores canciones. En 2005, Blender clasificó la canción en el número 63 en su lista de "Las 500 mejores canciones desde que naciste". Posteriormente, el Partido Laborista hizo un uso extenso de la canción durante su exitosa campaña de reelección en 2005, aunque una disputa no resuelta con y dentro de la banda impidió su uso en transmisiones políticas del partido. En 2009, en una lista de clasificaciones de fin de década, Rolling Stone incluyó a "Beautiful Day" como la novena mejor canción y los lectores la clasificaron como el tercer mejor sencillo para la década de 2000. En 2010, Rolling Stone actualizó su lista de "Las 500 mejores canciones de todos los tiempos" y colocó a "Beautiful Day" en el número 345, convirtiéndola en una de las ocho canciones de U2 en la lista. En 2011, VH1 incluyó "Beautiful Day" en el número 15 de su lista de Las 100 mejores canciones de los años 00. La lista de Rolling Stone en 2018 de las "100 mejores canciones del siglo - hasta ahora" clasificó la canción en el puesto 40.
Se usó una versión de la canción como tema principal para el programa de televisión The Premiership de ITV Football, transmitido de 2001 a 2004. Kurt Nilsen, el ganador del Norwegian Idol, la cantó durante la competencia World Idol el 25 de diciembre de 2003 y ganó la competencia con la canción. Este fue el único título de World Idol y no se repitió en los años siguientes.
En 2004, Sanctus Real grabó una versión en el álbum In the Name of Love: Artists United for Africa. En 2007, el guitarrista alemán Axel Rudi Pell grabó su versión en su álbum Diamonds Unlocked. En 2008, la canción fue elegida para tocar sobre los títulos finales de la película infantil Nim's Island, protagonizada por Abigail Breslin, Jodie Foster y Gerard Butler. La canción también se tocó después de que John Kerry dio su discurso de aceptación en la Convención Nacional Demócrata de 2004 en julio de 2004.
En 2010, Lee DeWyze lanzó una versión de "Beautiful Day" como su primer sencillo después de su victoria en la novena temporada de American Idol. DeWyze comentó: "Me gusta mucho esa canción (...) ¿Es algo que necesariamente está en mi género? No. Había canciones sobre la mesa, y elegí la que pensé que representaría el mejor momento".

## Sencillo

### Versión 1
1. «Beautiful Day» (Versión del álbum) (4:06)
2. «Summer Rain» (4:06)
3. «Always» (3:46)

Este es el lanzamiento común. El casete del sencillo fue lanzado sólo con "Summer Rain" como B-side. La versión australiana del CD también tenía un video de "Last Night on Earth" (en vivo desde Ciudad de México).

### Versión 2
1. «Beautiful Day» (Versión del álbum) (4:06)
2. «Discotheque» (En vivo desde Ciudad de México, 3 de diciembre de 1997) (5:10)
3. «If You Wear that Velvet Dress» (En vivo desde Ciudad de México, 3 de diciembre de 1997) (2:43)

Esta es la versión "en vivo". La versión de Australia tenía sólo a "Last Night on Earth" como canción extra.

### Versión 3
1. «Beautiful Day» (Versión del álbum) (4:06)
2. «Summer Rain» (4:06)
3. «Always» (3:46)
4. «Discotheque» (En vivo desde Ciudad de México, 3 de diciembre de 1997) (5:10)
5. «If You Wear that Velvet Dress» (En vivo desde Ciudad de México, 3 de diciembre de 1997) (2:43)

Esta versión fue sólo lanzada en Japón.

### Versión en vivo
1. «Beautiful Day» (Live from Slane Castle) (4:34)